# Панамериканский чемпионат по дзюдо 1960
Панамериканский чемпионат по дзюдо 1960 года прошёл 11 октября в городе Мехико (Мексика). Чемпионат был четвёртым по счёту. Соревнования проходили только среди мужчин. Наибольшего успеха добились представители Аргентины, завоевавшие две золотые и одну бронзовую награды.

## Медалисты
| Категория            | Золото                    | Серебро                       | Бронза                                             |
| -------------------- | ------------------------- | ----------------------------- | -------------------------------------------------- |
| 1-й кю               | Хидео Ямасато · Аргентина | Сальвадор Гольдшмид · Мексика | —                                                  |
| 1-й дан              | Иренеу Морел · Аргентина  | —                             | —                                                  |
| 2-й дан              | Луис Мендоса · Мексика    | —                             | —                                                  |
| 3-й дан              | Манфред Мэтт · Канада     | Масаёси Каваками · Бразилия   | Луис Мендоса · Бразилия Поладиан Баяка · Аргентина |
| Абсолютная категория | Манфред Мэтт · Канада     | —                             | —                                                  |

## Медальный зачёт
*   Принимающая страна (Мексика)
| Место          | Страна         | Золото | Серебро | Бронза | Всего |
| -------------- | -------------- | ------ | ------- | ------ | ----- |
| 1              | Аргентина      | 2      | 0       | 1      | 3     |
| 2              | Канада         | 2      | 0       | 0      | 2     |
| 3              | Мексика        | 1      | 1       | 0      | 2     |
| 4              | Бразилия       | 0      | 1       | 1      | 2     |
| Всего стран: 4 | Всего стран: 4 | 5      | 2       | 2      | 9     |